# Asesinato de Meredith Emerson
Meredith Hope Emerson (Charleston, Carolina del Sur; 20 de junio de 1983 - Condado de Dawson, Georgia; 4 de enero de 2008) era una mujer de 24 años que fue asesinada en enero de 2008 por el vagabundo Gary Michael Hilton. La última vez que se la vio con vida fue el día de Año Nuevo, cuando iba de excursión con su perro por Blood Mountain, en el norte del estado de Georgia. Los testigos afirmaron haberla visto con un hombre mayor en el sendero Spur que conecta el sendero de los Apalaches con el aparcamiento Byron Herbert Reece. Cuando no regresó a casa el 2 de enero, sus amigos empezaron a buscarla, sin éxito. Su perra, Ella, fue encontrada el 4 de enero de 2008 en Cumming (Georgia), a unos 97 km de distancia.
En el momento de su desaparición, Emerson vivía en Buford (Georgia).

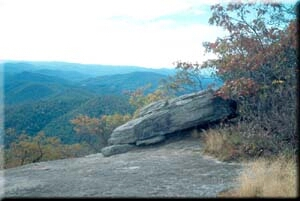
Vista de la zona de Blood Mountain, donde Emerson hacía senderismo cuando desapareció.

## Biografía
Emerson nació en Charleston, en el estado estadounidense de Carolina del Sur, y creció en Holly Springs (Carolina del Norte), un suburbio de Raleigh, y en Longmont (Colorado). Emerson se graduó en el instituto Niwot High School. En 2005, se licenció con honores en francés por la Universidad de Georgia y recibió el premio Cecil Willcox a la excelencia en francés.

## Investigación
El 4 de enero de 2008, tres días después de que Emerson fuera vista por última vez, un testigo en una gasolinera Chevron llamó a la policía de DeKalb y declaró que "el tipo que están buscando está limpiando su furgoneta". La policía llegó rápidamente al lugar y pudo detener al acusado antes de que pudiera blanquear el interior de la furgoneta. Los analistas de la escena del crimen obtuvieron pruebas de sangre que coincidieron con el ADN de Emerson. Gary Michael Hilton fue detenido posteriormente y acusado del asesinato de Emerson.
La fiscalía aceptó retirar la pena de muerte si Hilton conducía a los investigadores hasta su cadáver. Hilton accedió y logró conducir a los investigadores hasta el cuerpo de la joven. El autor afirmó que había pedido a Emerson el PIN de su tarjeta de débito y que, cuando ella no le dio el número correcto, la retuvo durante cuatro días antes de matarla. Hilton declaró que no se atrevía a matar a su perro y que, cuando se trataba de la propia mujer, "fue duro... hay que recordar que habíamos pasado varios días buenos juntos".

## Condena
El 30 de enero de 2008, Gary Hilton se declaró culpable del asesinato de Emerson. Fue condenado a cadena perpetua con posibilidad de libertad condicional en 30 años. Posteriormente, Hilton fue vinculado y acusado de otros tres asesinatos: el de la pareja de ancianos John e Irene Bryant, en octubre de 2007, en Carolina del Norte, y el de la enfermera Cheryl Dunlap, de 46 años, en diciembre de 2007, en Florida. Se ha especulado con que Hilton podría ser también responsable del asesinato de Judy Smith en 1997. Esto se debe a que Hilton había dejado a una de sus víctimas en un estado similar cerca de donde se descubrió el cadáver de Smith. En 2011, Hilton fue juzgado por el asesinato de Dunlap y condenado a muerte. En 2012, se declaró culpable del secuestro y asesinato de los Bryant, por lo que se añadió a su condena otro cargo de cadena perpetua.

## Causa de la muerte
Los resultados de la autopsia de Emerson indicaron que fue asesinada el 4 de enero de 2008 por un traumatismo craneal por objeto contundente.

## Polémica por las fotos de la escena del crimen
El 25 de febrero de 2010, Fred Rosen, reportero de la revista Hustler, solicitó las fotos de la escena del crimen y de la autopsia de Meredith Emerson como parte de una solicitud de registros abiertos presentada ante la Oficina de Investigación de Georgia (GBI). La familia de la víctima pidió que se denegara la solicitud, según la abogada Lindsay Haigh. En marzo de 2010, el juez del Tribunal Superior de DeKalb Daniel Coursey emitió una orden temporal que impedía al GBI divulgar "todas y cada una de las fotografías, imágenes visuales o representaciones de Meredith Emerson que muestren a Emerson sin ropa o desmembrada". Esta orden se produjo en la misma fecha en que el Comité de Asuntos Gubernamentales de la Cámara de Representantes de Georgia aprobó por unanimidad la "Ley de Privacidad en Memoria de Meredith Emerson", que impide que se divulguen o difundan públicamente fotografías de la escena del crimen, según la representante Jill Chambers. El proyecto de ley 1322 de la Cámara de Representantes impide la difusión de imágenes de víctimas que en las fotos aparezcan "desnudas, magulladas, ensangrentadas o en estado descompuesto con heridas abiertas, en estado de desmembramiento o decapitación".
"Tenemos que caminar por la línea entre las leyes de registro abierto y las disposiciones constitucionales que permiten que las mujeres puedan ser fotografiadas desnudas o en pornografía cuando ofrecen sus cuerpos a sabiendas y voluntariamente para su difusión", declaró Chambers. "Meredith no está en condiciones de dar ese tipo de permiso para que se la explote en ese tipo de lugar... no sólo estamos protegiendo a futuras víctimas de delitos, estamos protegiendo la integridad de lo que le ocurrió a Meredith".
La respuesta de la revista fue a través de un correo electrónico que decía: "Hustler es consciente de la negativa del GBI a atender la petición de su reportero de copias de las fotos de la escena del crimen de Emerson, que iban a ser utilizadas en una noticia sobre este crimen. Hustler y el señor Flynt no están de acuerdo con la postura del GBI, y actualmente están explorando todas las opciones legales a su alcance en caso de que se decida seguir adelante con el reportaje".